# Le Chevalier, la Jeune Fille et la Mort
Le Chevalier, la Jeune Fille et la Mort – ou Le Chevalier, la Femme et la Mort – est un tableau réalisé par le peintre allemand Hans Baldung vers 1498-1508. De format vertical, cette peinture à l'huile sur panneau en bois de tilleul représente un cavalier vêtu de rouge arrachant à la Mort  une jeune femme dont elle mord la robe rose au pied d'un tronc d'arbre. Achetée en 1924, l'œuvre est conservée au musée du Louvre, à Paris, en France.